# Cerodrillia girardi
Cerodrillia girardi is een slakkensoort uit de familie van de Drilliidae. De wetenschappelijke naam van de soort is voor het eerst geldig gepubliceerd in 1972 door Lyons.